# セロペギア サンダーソニー
セロペギア サンダーソニー（Ceropegia　sandersonii ）はキョウチクトウ科（旧分類ではガガイモ科）セロペギア属のつる性多年草。ナタール・モザンビーク原産。特徴ある花の形から「パラシュートプランツ」「アンブレラフラワー」とも呼ばれている。温度管理を上手にすれば一年中咲かせることが出来る。日本での園芸名は酔竜（スイリュウ）。

## 画像

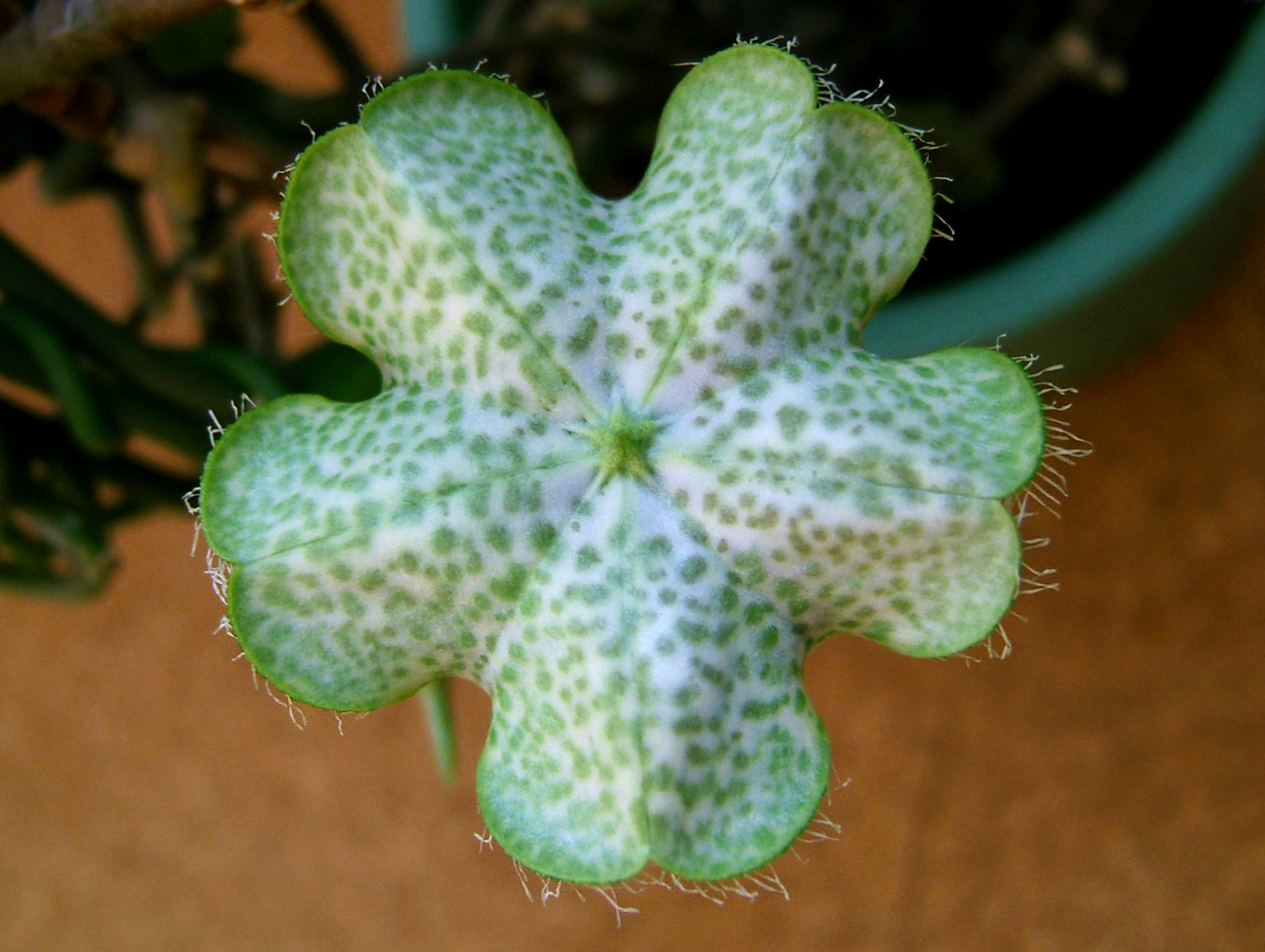
花の上面
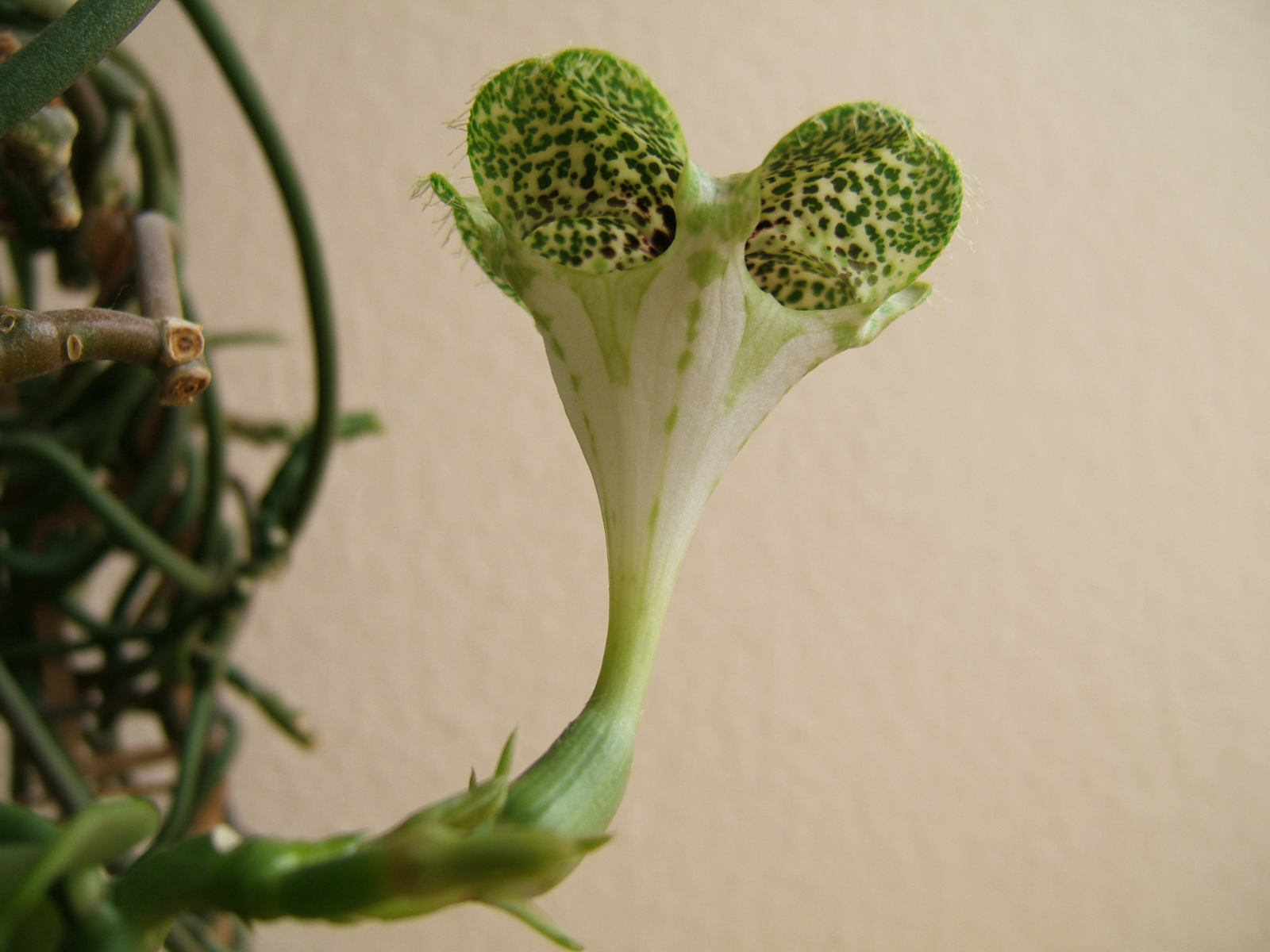
花の下面
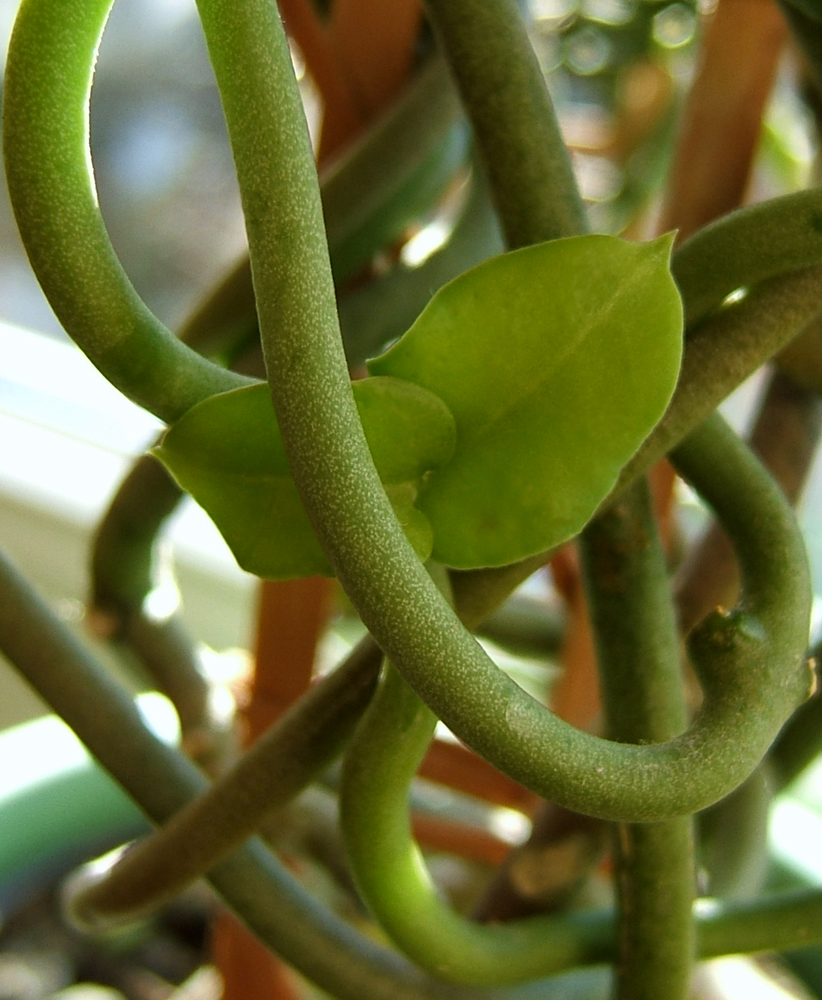
葉と茎